# Big Boss Man (canción)
"Big Boss Man" ("Gran jefe") es una canción del género rhythm & blues compuesto por Al Smith y Luther Dixon. Fue grabado primeramente por Jimmy Reed y luego popularizado por Elvis Presley quien lo grabó en 1967  y luego lo incluyó en su especial televisivo de 1968 y en sus presentaciones en vivo durante la década siguiente. 

## Antecedentes y grabación
En 1967 tras haber dedicado buena parte de la década a grabar varias bandas sonoras para las películas en las que actuaba, Elvis Presley estaba planeando regresar a sus orígenes musicales que eran el góspel y el blues. Elvis tenía admiración por las interpretaciones que el músico Jimmy Reed había realizado de temas como "Big Boss Man" y "Baby What You Want Me To Do" motivo por el cual grabaría sus propias versiones de esos temas. 
Fue durante las sesiones de grabación de septiembre de 1967 que Elvis registró el tema en mítico estudio B de la RCA en Nashville, Tennessee. Si bien el tema era originalmente un rhythm & blues, Elvis le impuso al tema un estilo más volcado hacia el country grabándolo con un ritmo en dos tiempos donde realizó varias tomas, eligiéndose finalmente la # 11 para confeccionar el máster. 
Durante esas sesiones de grabación que fueron del día 10 al 12 de septiembre de 1967, Elvis contó con la participación del guitarrista Jerry Reed quien grabó específicamente "Big Boss Man" y "Guitar Man".

## Músicos de la sesión
- Elvis Presley - voz
- Jerry Reed - guitarra
- Peter Drake - guitarra
- Bob Moore - bajo
- Boots Randolph - saxo
- Charlie McCoy - armónica
- D. J. Fontana - batería

## Letra
La canción hace referencia a un trabajador que le reprocha a su jefe la sobrecarga laboral a la que él lo somete al punto de ni siquiera brindarle un poco de agua y le exige trabajar las 24 horas del día. Si bien la letra no especifica a qué clase de trabajo se refiere el protagonista, el hecho de que sea una composición de blues deja una idea acerca de la explotación laboral dentro del contexto social del proletariado afroamericano de la primera mitad del siglo XX donde tuvieron lugar esas composiciones y el surgimiento del género musical del blues.
Bueno, me tienes trabajando jefe (Well you got me workin' boss man)
Trabajando las 24 horas del día (Workin' round the clock)
Quiero un poco de agua (I wanna little drink of water)
Pero no dejarás que Al se detenga (But you won't let big Al stop)  

## Ediciones
El tema fue incluido como un bonus track de la banda sonora de la película de 1967 Clambacke junto a otros temas de la misma sesión de grabación. En paralelo RCA dispuso en el mercado un disco sencillo con "Big Boss Man" como lado A y "You Don't Know Me" en su lado B. 
Para el año siguiente en 1968 la canción formó parte del especial televisivo de Elvis donde se adicionó como introducción previa, la voz en off de un presentador de feria con una melodía musical de fondo típica de los carruseles, que pertenecía a la película de Elvis Rosutabout.

## Segmento del especial televisivo
Elvis incluyó un segmento coreográfico con el tema "Big Boss Man" durante el especial de televisión conocido a veces como 1968 NBC TV Special que significó el regreso de Elvis a las presentaciones personales musicales ante el público en vivo además de volver a participar como estrella en un programa televisivo, tras varios años de filmar películas en Hollywwod y grabar música para las bandas sonoras de esas películas,.
En dicho segmento Elvis interpreta el papel de un guitarrista que va haciendo auto stop por las rutas de los Estados Unidos buscando lugares para tocar, hasta que finalmente entra a algunos burdeles y en uno de ellos se enfrenta al regente de uno de esos clubes nocturnos al que Elvis alude como "Big Boss Man", quien le rompe la guitarra en una actitud hostil por pretender enamorar a una de las mujeres de su club, al que Elvis se enfrenta físicamente en una escena de lucha donde destacan sus habilidades marciales.

## Listas
| Listas (1967)      | Posición alcanzada |
| ------------------ | ------------------ |
| Billboard Hot 100  | 38                 |
| Bélgica (Ultratop) | 38                 |

## En la cultura popular
"Big Boss Man" fue el nombre de fantasía de un luchador de World Wrestling Federation cuyo verdadero nombre era Ray Traylor. Su personaje apareció además a fines de la década de 1980 en el videojuego titulado WWF WrestleFest en el cual era uno de los personajes juegables así como el de Hulk Hogan y Honky Tonk Man, este último inspirado en la figura de Elvis Presley. 